# Pont-du-Casse
Pont-du-Casse är en kommun i departementet Lot-et-Garonne i regionen Nouvelle-Aquitaine i sydvästra Frankrike. Kommunen ligger i kantonen Agen-Nord-Est som tillhör arrondissementet Agen. År 2022 hade Pont-du-Casse 4 192 invånare.

## Befolkningsutveckling
Antalet invånare i kommunen Pont-du-Casse
| Referens: INSEE |